# Nitrofilní rostliny

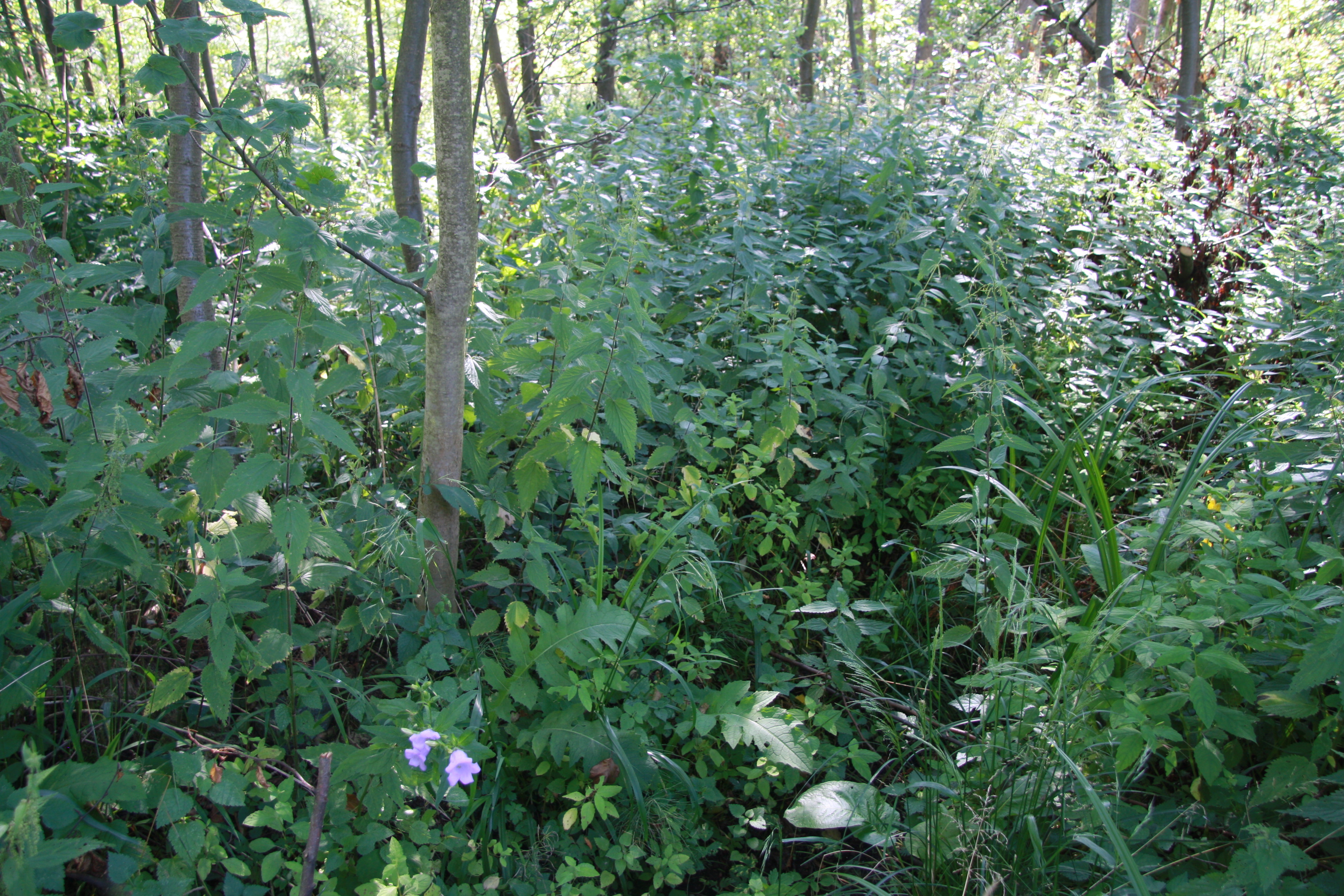
porost kopřivy dvoudomé, typicky nitrofilní rostliny

Nitrofilní rostliny jsou ty, které vyžadují nadbytek dusíku v půdě. Jedná se především o kopřivu dvoudomou (Urtica dioica) rostoucí u vodotečí a v terénních depresích, kam se nejčastěji splavují dusíkaté látky z polí. S tímto jevem se setkáváme převážně tam, kde se hodně hnojí dusíkatými hnojivy, tedy i v České republice. Kopřiva dvoudomá je v tomto případě indikátorem přebytku dusíku v půdě nebo ve vodě. Dalšími nitrofilními rostlinami jsou například mochna husí (Potentilla anserina) nebo šťovík alpský (Rumex alpinus).